# When It All Goes South
When It All Goes South — девятнадцатый студийный альбом американской кантри-группы Alabama, вышедший 16 января 2001 года с помощью лейбла RCA Records Nashville. С него были выпущены синглы «When It All Goes South», «Will You Marry Me» и «The Woman He Loves». Это был последний студийный альбом Alabama из оригинальных материалов до альбома 2015 года Southern Drawl. Он занял 37-е место в Billboard 200 и 4-е место в Top Country Albums.

## Отзывы
| Совокупная оценка | Совокупная оценка |
| Источник          | Оценка            |
| ----------------- | ----------------- |
| Metacritic        | 48/100            |
| Оценки критиков   |                   |
| Источник          | Оценка            |
| CDNow             | [ 2 ]             |
| Launch.com        | [ 2 ]             |
| Sonicnet          | [ 2 ]             |
| Wall of Sound     | [ 2 ]             |
| Allmusic          | [ 3 ]             |

Альбом получил смешанные отзывы музыкальной критики и интернет-изданий.
В Allmusic отметили, что «Если бы Кевин Костнер был кантри-певцом, он, вероятно, обладал бы чувствительным баритональным голосом Рэнди Оуэна (лидер-вокалист группы Alabama), который в тандеме с обязательными парящими скрипками, всегда присутствующими здесь, является не таким уж секретным оружием Алабамы. Группа настолько искусна в создании идеальных кондитерских изделий в стиле современного кантри, что трудно представить себе, что они когда-нибудь окажутся в центре внимания, однако большую часть 90-х годов они провели в стороне от натиска свежих кантри-звёзд и парней в чёрных шляпах. Первый релиз Alabama в новом тысячелетии — это явная попытка вернуть былую славу, и она блестяще удалась. Заглавный трек — ещё один в примечательном ряду гимнов South’s-gonna-rise-again, который охватывает как коммерческий рок, так и кантри, и хотя группа иногда опускается до сиропных баллад вроде „Will You Marry Me“, всегда есть потенциальный AOR-штамп вроде „I Can’t Hide My Heart“ или „I Can’t Love You Any Less“, чтобы показать миру, что Алабама вернулась туда, где ей самое место».

## Список композиций
| №   | Название                                       | Автор(ы)                                             | Длительность |
| --- | ---------------------------------------------- | ---------------------------------------------------- | ------------ |
| 1.  | «When It All Goes South»                       | Rick Carnes, Janis Carnes, John Barlow Jarvis        | 6:57         |
| 2.  | «The Woman He Loves»                           | Troy Seals, Eddie Setser                             | 3:55         |
| 3.  | «Clear Across America Tonight»                 | Randy Owen, Teddy Gentry, Ronnie Rogers, Greg Fowler | 3:22         |
| 4.  | «Will You Marry Me» (при участии Дженн Арден)  | Jeffrey Steele, Al Anderson                          | 3:16         |
| 5.  | «I Can't Hide My Heart»                        | Owen, Gentry, Rogers, Fowler                         | 3:10         |
| 6.  | «I Can't Love You Any Less»                    | Owen, Gentry, Rogers, Fowler                         | 3:38         |
| 7.  | «Reinvent the Wheel»                           | Walt Aldridge, Brad Crisler                          | 3:29         |
| 8.  | «I Write a Little»                             | Jeff Cook, Owen, Rogers                              | 4:16         |
| 9.  | «Down This Road»                               | Michael Dulaney, Michael Lunn                        | 3:23         |
| 10. | «Love Remains» (при участии Кристофера Кросса) | Randy Goodrum, Rob Mathes                            | 4:34         |
| 11. | «Start Living»                                 | Steven Dale Jones                                    | 4:17         |
| 12. | «Simple as That»                               | Chapin Hartford                                      | 3:45         |
| 13. | «You Only Paint the Picture Once»              | Owen, Gentry, Rogers, Fowler                         | 3:33         |
| 14. | «Wonderful Waste of Time»                      | Cook, Lisa Cook, Rocko Heermance                     | 3:19         |
| 15. | «Right Where I Am»                             | Owen, Gentry, Rogers, Fowler                         | 4:34         |
| 16. | «Second Chances»                               | Skip Ewing, Bob DiPiero                              | 3:59         |

## Чарты
| Чарт (2001)                        | Высшая позиция |
| ---------------------------------- | -------------- |
| США (Billboard 200)                | 37             |
| США (Billboard Top Country Albums) | 4              |

| Чарт (2001)                         | Позиция |
| ----------------------------------- | ------- |
| США (Top Country Albums, Billboard) | 45      |

### Синглы
| Год  | Сингл                    | Высшая позиция | Высшая позиция |
| Год  | Сингл                    | US Country     | US             |
| ---- | ------------------------ | -------------- | -------------- |
| 2000 | «When It All Goes South» | 15             | 110            |
| 2001 | «Will You Marry Me»      | 41             | —              |
| 2001 | «The Woman He Loves»     | —              | —              |